# Gouden Bul van 1082
De Gouden Bul van 1082 of het Byzantijns-Venetiaans verdrag van 1082 was een handelsverdrag en een militair akkoord tussen het Byzantijnse Rijk en de Republiek Venetië vermoedelijk gesloten in het jaar 1082, bezegeld met een Gouden Bul.

## Achtergrond
Door de staatsgreep van Alexios I Komnenos in 1081 kwam het huwelijk tussen de zoon van keizer Michaël VII Doukas en de dochter van de Noorman Robert Guiscard op de helling te staan, een motief om Byzantium aan te vallen, wat volgde is de Slag bij Dyrrhachium (1081). Keizer Alexios riep de hulp in van Domenico Selvo, de doge van Venetië. Selvo was bereid, maar voor wat hoort wat.

## Overeenkomst
- Volledige vrijheid van handel in het Byzantijnse rijk, behalve in de Zwarte Zee.
- De oprichting van een Venetiaanse wijk in de hoofdstad Constantinopel met pakhuizen, een kerk en een bakkerij.
- Een dotatie wordt toegekend aan de doge en de patriarch van Venetië.
- Venetië krijgt de jurisdictie over Dalmatië en Kroatië.

In ruil voor deze handelsconcessies vroeg het Byzantijnse rijk om militaire steun van de Venetianen, vooral in de vorm van schepen, aangezien het rijk geen noemenswaardige marine had.

## Gevolgen
De Venetianen konden handel drijven zoals ze wilden binnen het rijk, ze kregen het grootste deel van de handelseconomie in het Middellandse Zeegebied onder controle. Aan Byzantijnse kant verloor het rijk geleidelijk de controle over zijn economie. De opvolgers van Alexios I  probeerden een einde te maken aan de privileges, maar tevergeefs. In het hele Griekse rijk vestigde Venetië zich, kreeg het overal voet aan wal en genoot van een voorkeursbehandeling. Venetië werd de draaischijf voor al het handelsverkeer tussen Oost en West.